# Liste des cours d'eau des Pyrénées-Orientales
Pour un article plus général, voir Géographie des Pyrénées-Orientales.

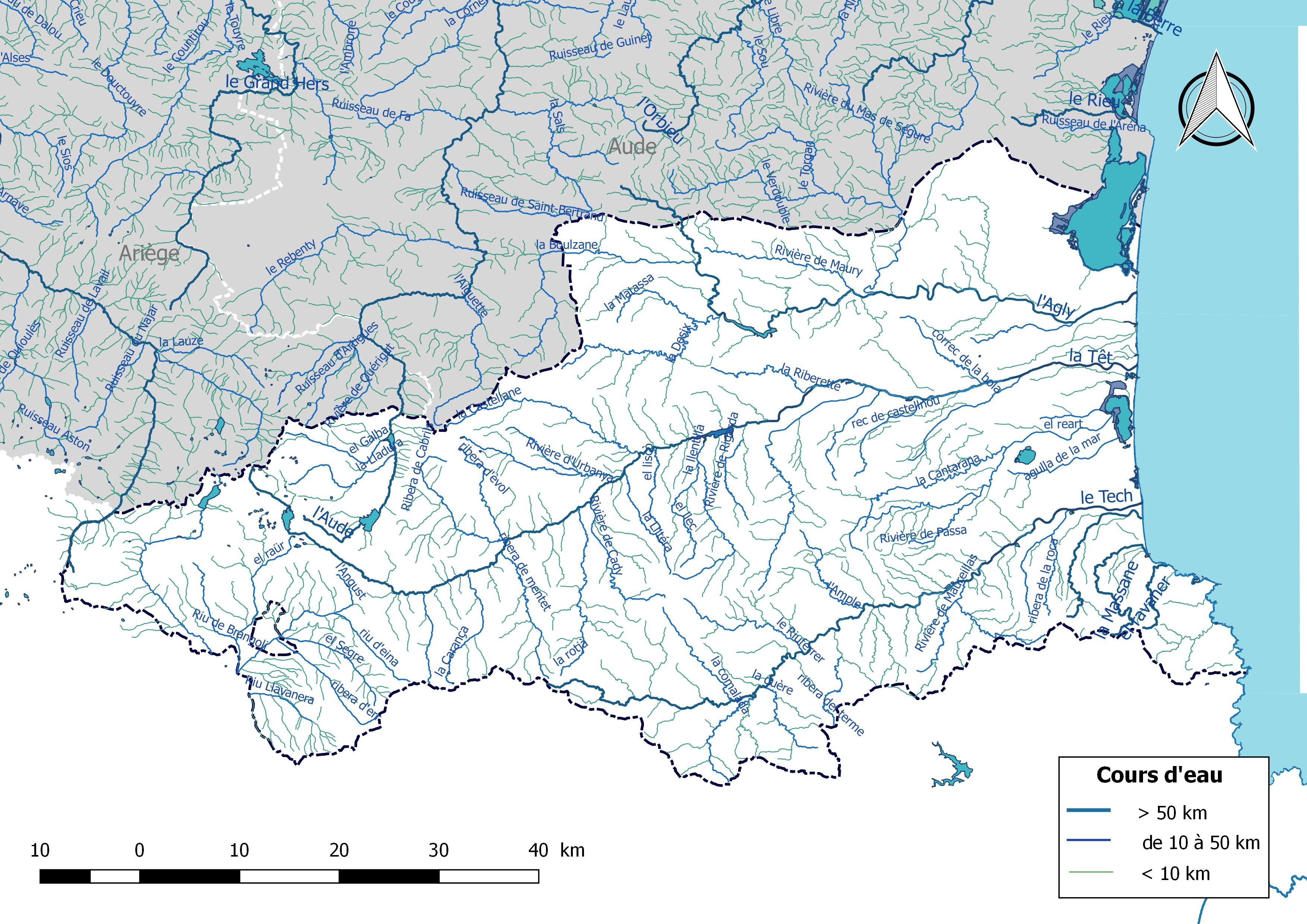
Réseau hydrographique du département des Pyrénées-Orientales.

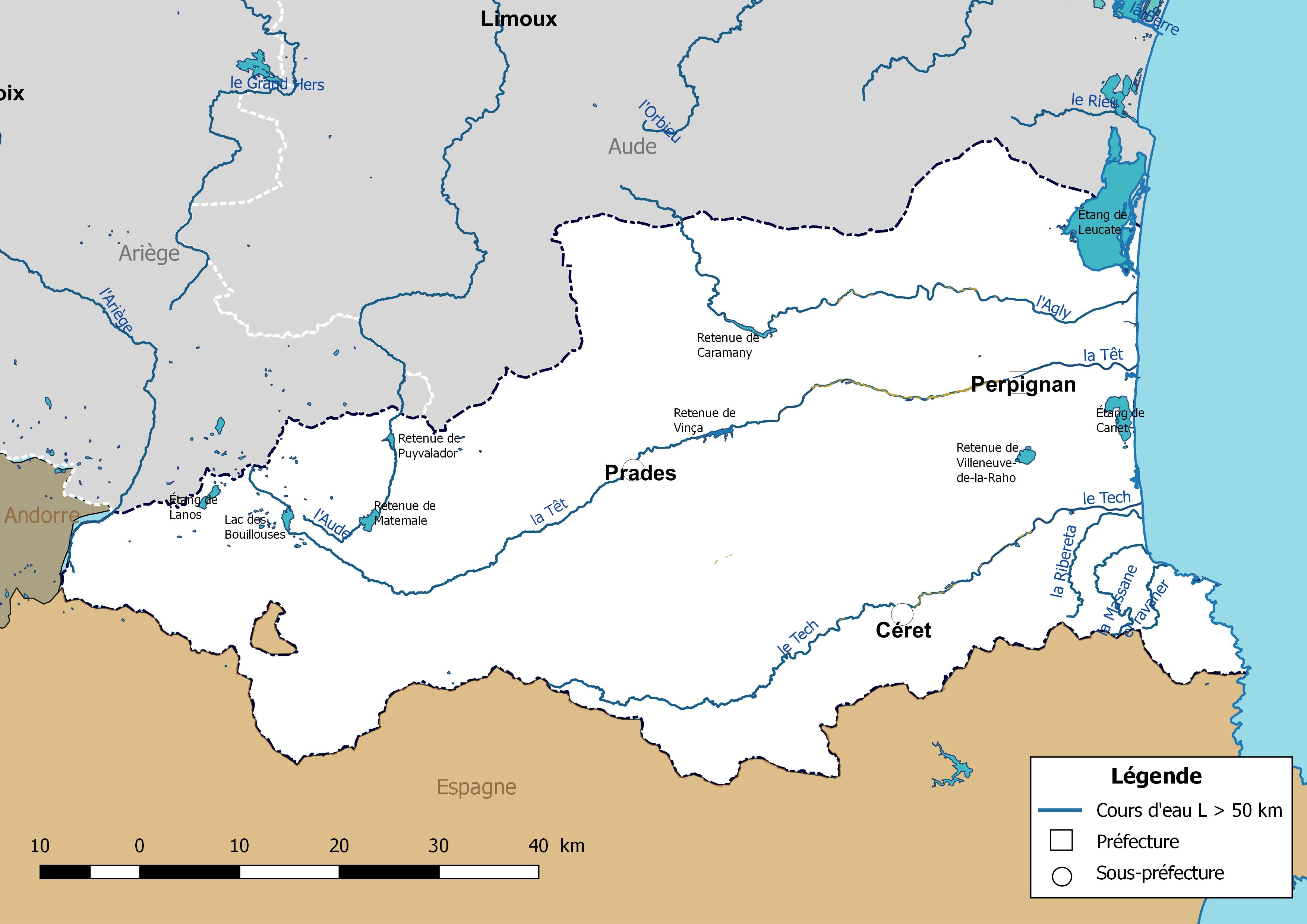
Carte des cours d'eau de longueur supérieure à 50 km drainant le département des Pyrénées-Orientales.

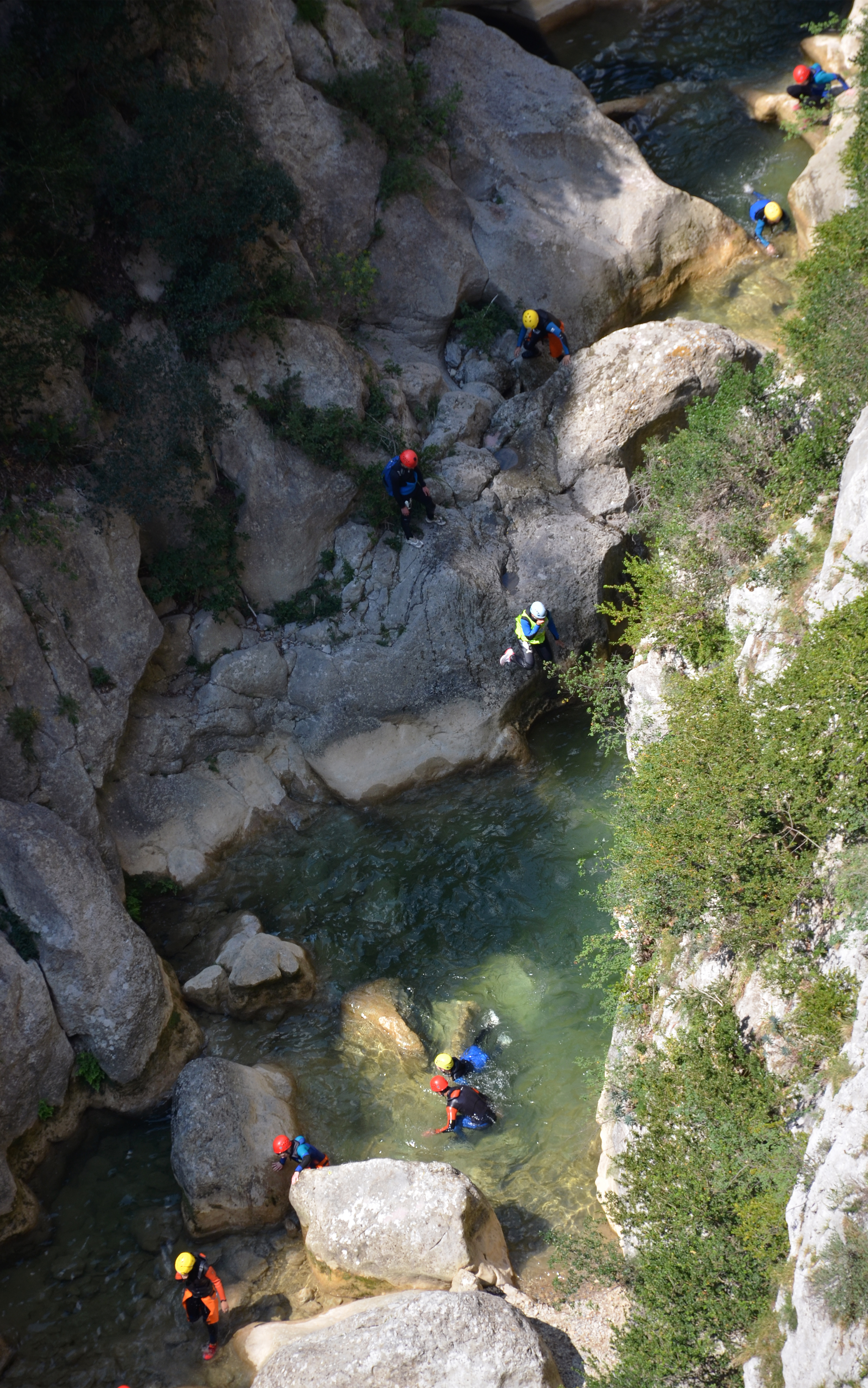
Les Gorges de Galamus sur l'Agly.

Liste des fleuves, rivières et autres cours d'eau qui parcourent en partie ou en totalité le département des Pyrénées-Orientales. La liste présente les cours d'eau, généralement de plus de 10 km de longueur sauf exceptions, par ordre alphabétique, par fleuves et bassin versant, par station hydrologique, puis par organisme gestionnaire ou organisme de bassin.

## Classement par ordre alphabétique

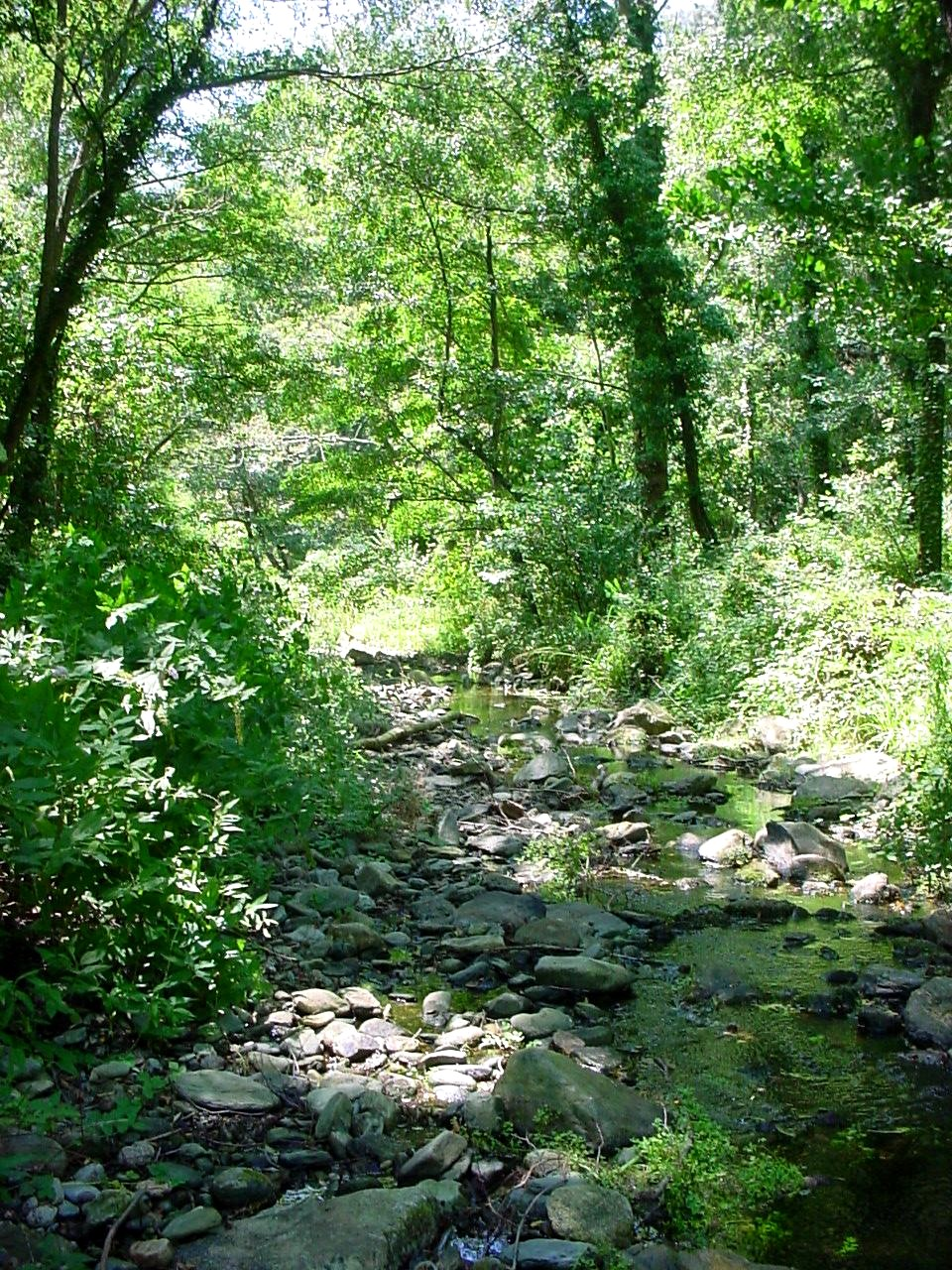
L'Ample affluent du Tech.

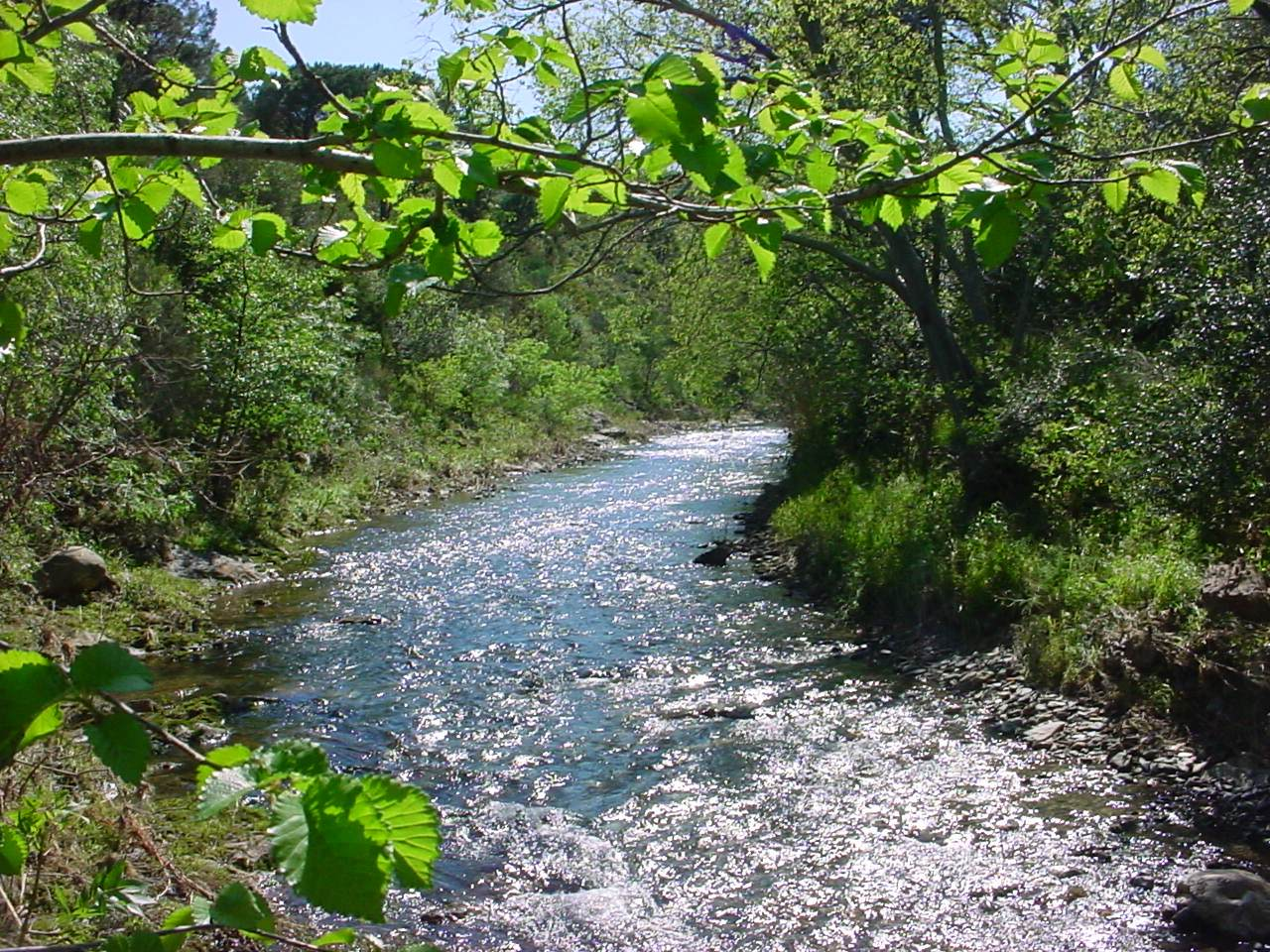
La Baillaury en décrue, à l'amont de Banyuls-sur-Mer.

- Agly[S 1], Alemany[S 2], Ample[S 3], Angoustrine[S 4], Angust[S 5], Ariège[S 6], Aude[S 7]
- Baillaury[S 8], Basse[S 9], Berne[S 10], Bonabosc[S 11], Boulès[S 12], Boulzane[S 13], Brangoli[S 14]
- Cabrils[S 15], Cady[S 16], Caillan[S 17], Ribera de Campcardós[S 18], Canterrane[S 19], Carança[S 20], Carol[S 21], Castellane[S 22], Coumelade[S 23]
- Desix[S 24]
- Galba[S 25]
- Lamanère[S 26], Lentillà[S 27], Lladura[S 28], Llavanera[S 29], Llech[S 30], Llitéra[S 31]
- Massane[S 32], Matassa[S 33], Maureillas[S 34], Maury[S 35], Mondony[S 36], Muga[note 1]
- Pesquitte[S 37]
- Ravaner[S 38], Réart[S 39], Ribera d'Èvol[S 40], Riberette[S 41], Riberette[S 42], Riberola[S 43], Ribiera d'Err[S 44], Riuferrer[S 45], Rivière de Cabrils[S 15], Rivière de Mantet[S 46], Roboul[S 47], Rotja[S 48]
- Sègre[S 49]
- Tanyari[S 50], Tech[S 51], Têt[S 52]
- Verdouble[S 53]

## Classement par fleuve et bassin versant

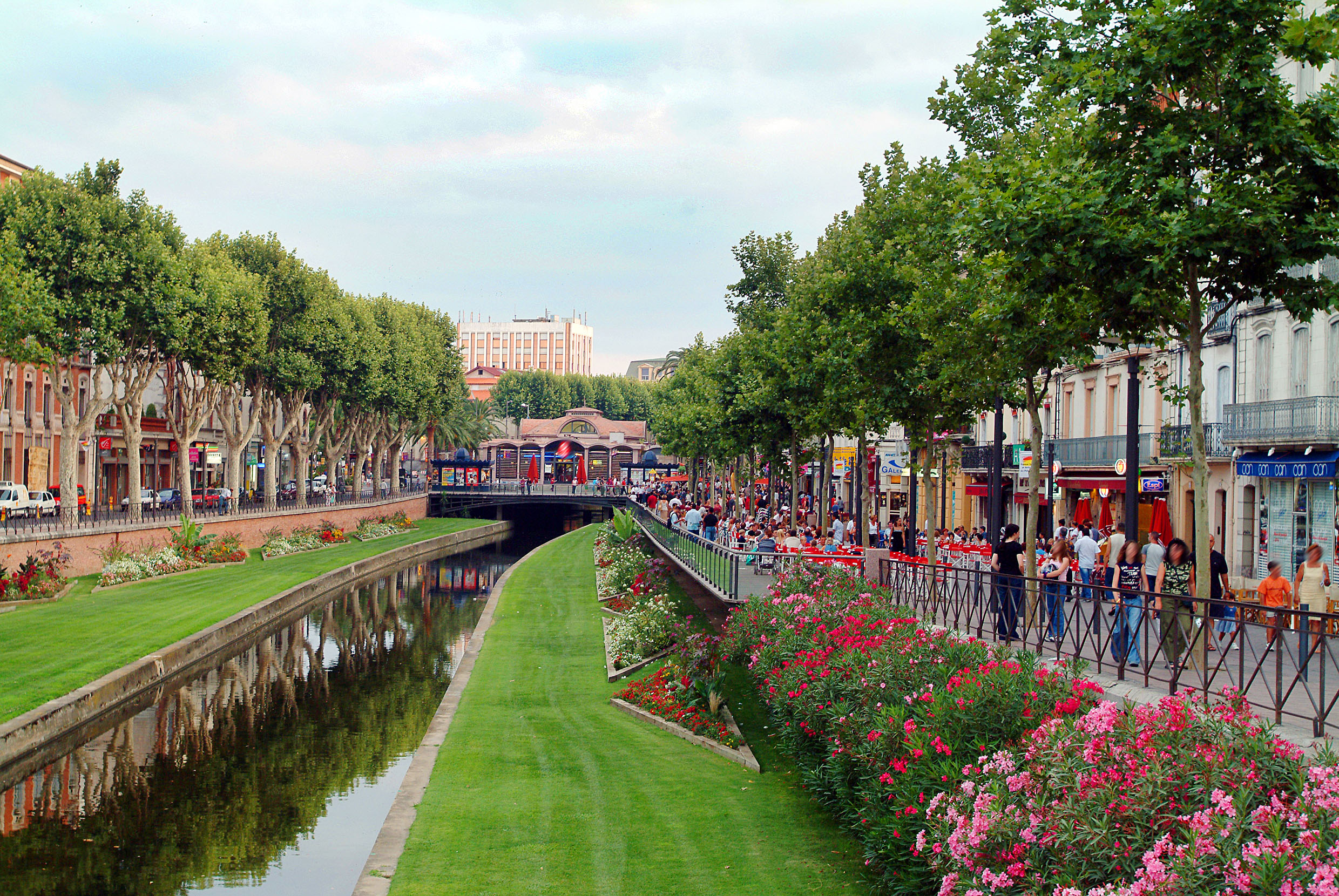
le quai Vauban à Perpignan sur les rive de la Basse.

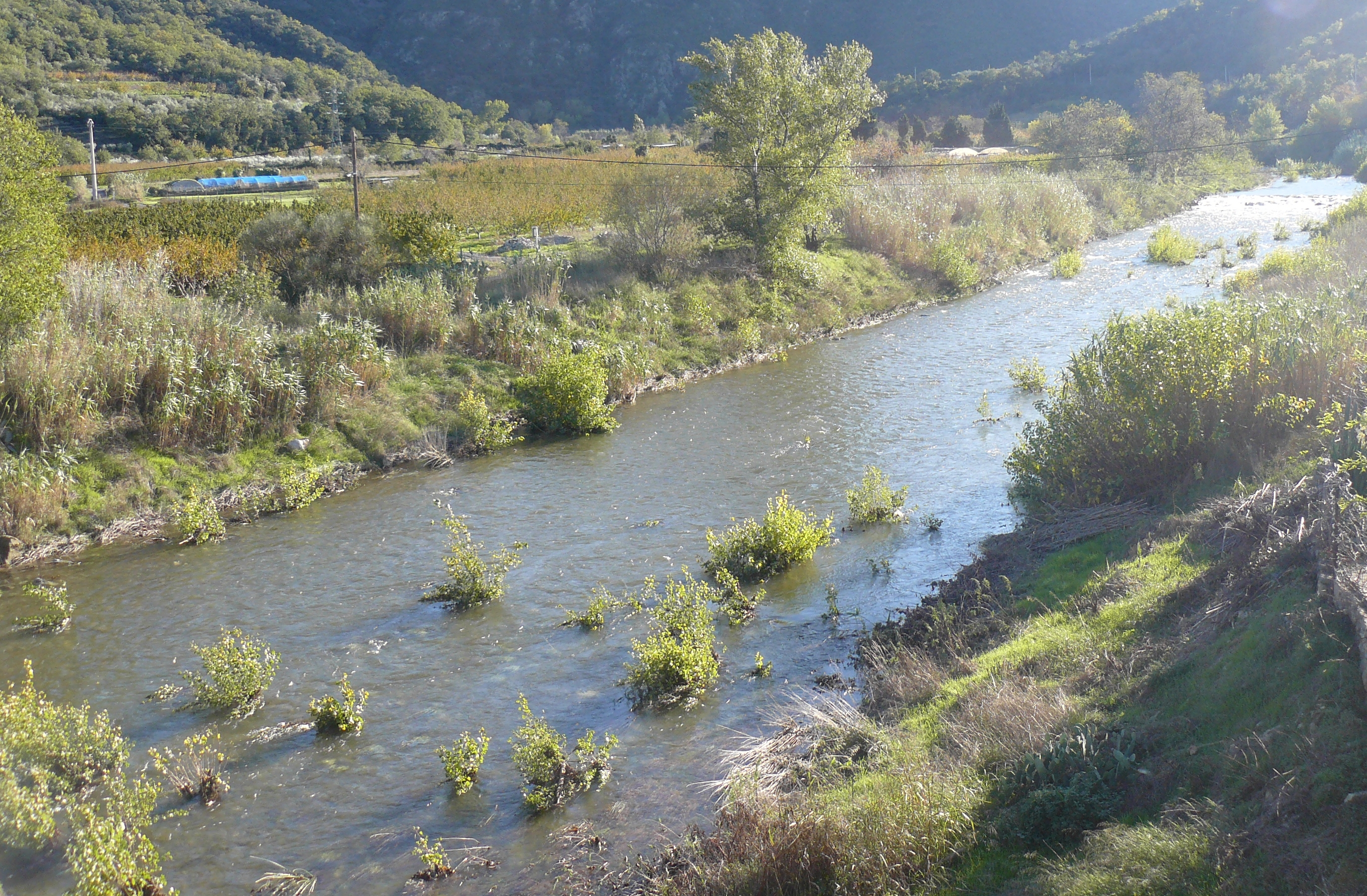
Rivière le Boulès vue de Bouleternère.

Les bassins versants des Pyrénées-Orientales sont regroupables dans les sept grands bassins versants de la Têt, du Tech-Albères-Côte Vermeille, l'Agly, l'Étang de Canet, l'Aude, et du Sègre. Il reste celui de l'Ariège, à l'extrémité ouest, à la frontière avec l'Andorre.
→ le bassin versant de l'Agly
- l'Agly, 81,7 km[S 1]
  - la Boulzane, 33,9 km[S 13],
  - la Desix, 32,3 km[S 24],
    - la Matassa ou le rec de Vira, 13 km[S 33],

  - le Maury, 18,6 km[S 35],
  - le ruisseau de la Pesquitte, 5,9 km[S 37],
    - le ruisseau de la Berne, 4,9 km[S 10],

  - le Roboul, 17,7 km[S 47],
  - le Verdouble, 46,8 km[S 53],

→ le bassin versant de l'Ariège appartenant à celui de la Garonne,
- la Garonne, 647 km[S 54],
  - l'Ariège, 163,2 km[S 6],

→ le bassin versant de l'Aude
- l'Aude, 224,1 km[S 7],
  - el Galba, 13,7 km[S 25],
  - la Lladura, 15,6 km[S 28],
  - le rec de la Falguera, 1,7 km[S 55],
    - le rec del Torrentell, 1,2 km[S 56],

→ le bassin versant de l'Étang de Canet avec :
- le Réart ou rivière la Galsérane, 35,9 km[S 39],
  - la Canterrane ou rivière de Saint-Amans ou rivière d'Oms, 28,4 km[S 19],

→ le bassin versant du Sègre dans celui de l'Èbre
- l'Èbre, 928 km[réf. nécessaire]
  - le Sègre, 19,9 km[S 49] en France, 265 km au total[note 2],[réf. nécessaire]
    - l'Angoustrine ou Riu Rahur, 18,6 km[S 4]
      - le riu de Brangoli ou riu de Brangol, 11,3 km[S 14]

    - l'Angust, 13,5 km[S 5]
    - la Ribiera d'Err, 14,7 km[S 44]
    - le Carol ou riu de Querol, 29,9 km[S 21]
      - la Ribera de Campcardós, 9,4 km[S 18]

    - la Vanéra ou riu Llavanera, 13,1 km[S 29]

→ le bassin versant du Têt, 
- la Têt, 115,8 km[S 52]
  - la Basse, 11,6 km[S 9]
  - le Boulès ou Bolès, 34,5 km[S 12]
  - le Cady, 19,2 km[S 16]
  - la rivière de Caillan ou rivière de Nohèdes ou rivière des Camps Réals, 20,92 km[S 17]
  - la Carança, 15,3 km[S 20]
  - la Castellane, 27 km[S 22]
  - la Lentillà, 24 km[S 27]
    - le Llech, 15,8 km[S 30]

  - la Llitéra, 13,8 km[S 31]
  - la Riberette, 15,7 km[S 41]
  - la Riberola, 10,3 km[S 43]
  - la rivière de Mantet, 18,5 km[S 46]
    - l'Alemany, 6 km[S 2]

  - la rivière de Cabrils ou Rec de Pinouseil, 18,9 km[S 15]
    - la Ribera d'Èvol, 13,4 km[S 40]

  - la rivière de Rotja, 23,3 km[S 48]

→le bassin versant du Tech-Albères-Côte Vermeille avec :
- le Tech, 84,1 km[S 51]
  - l'Ample, 15,7 km[S 3]
  - le Bonabosc, 6,7 km[S 11]
  - la Coumelade, 14,9 km[S 23]
  - la Lamanère, 15,7 km[S 26]
  - la Maureillas, 16,1 km[S 34]
  - le Mondony, 9,4 km[S 36]
  - le Riuferrer, 17,7 km[S 45]
  - le Tanyari, 13,3 km[S 50]
- le Baillaury, 8,5 km[S 8]
- la Massane, 22,1 km[S 32]
- la Muga, 58 km[réf. nécessaire]
- le Ravaner, 11,3 km[S 38]
- la Riberette ou rivière de Saint-André ou rivière de Sorède ou correc des Mousquières, 22,1 km[S 42]

## Hydrologie oustation hydrologique

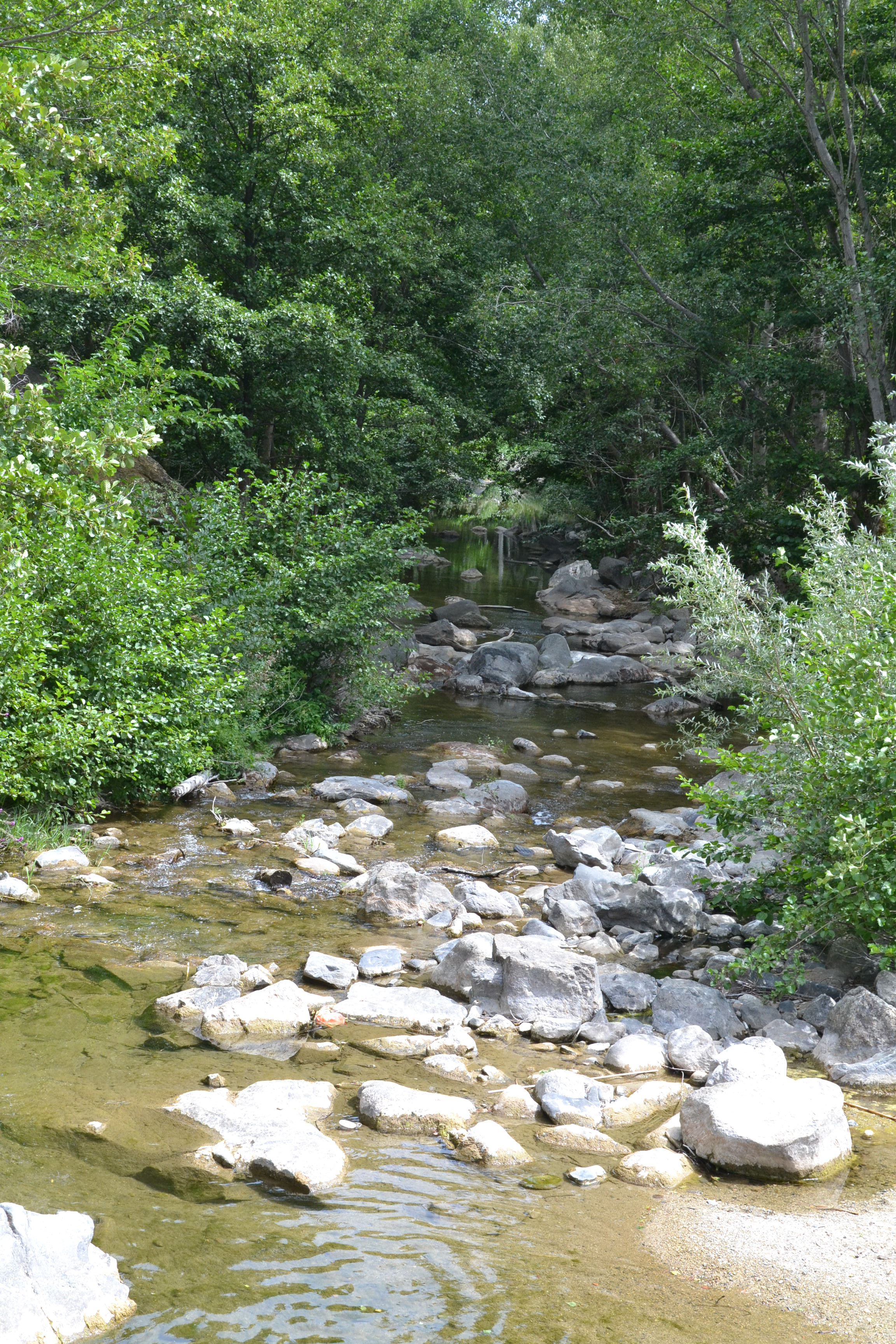
La Desix à Ansignan.

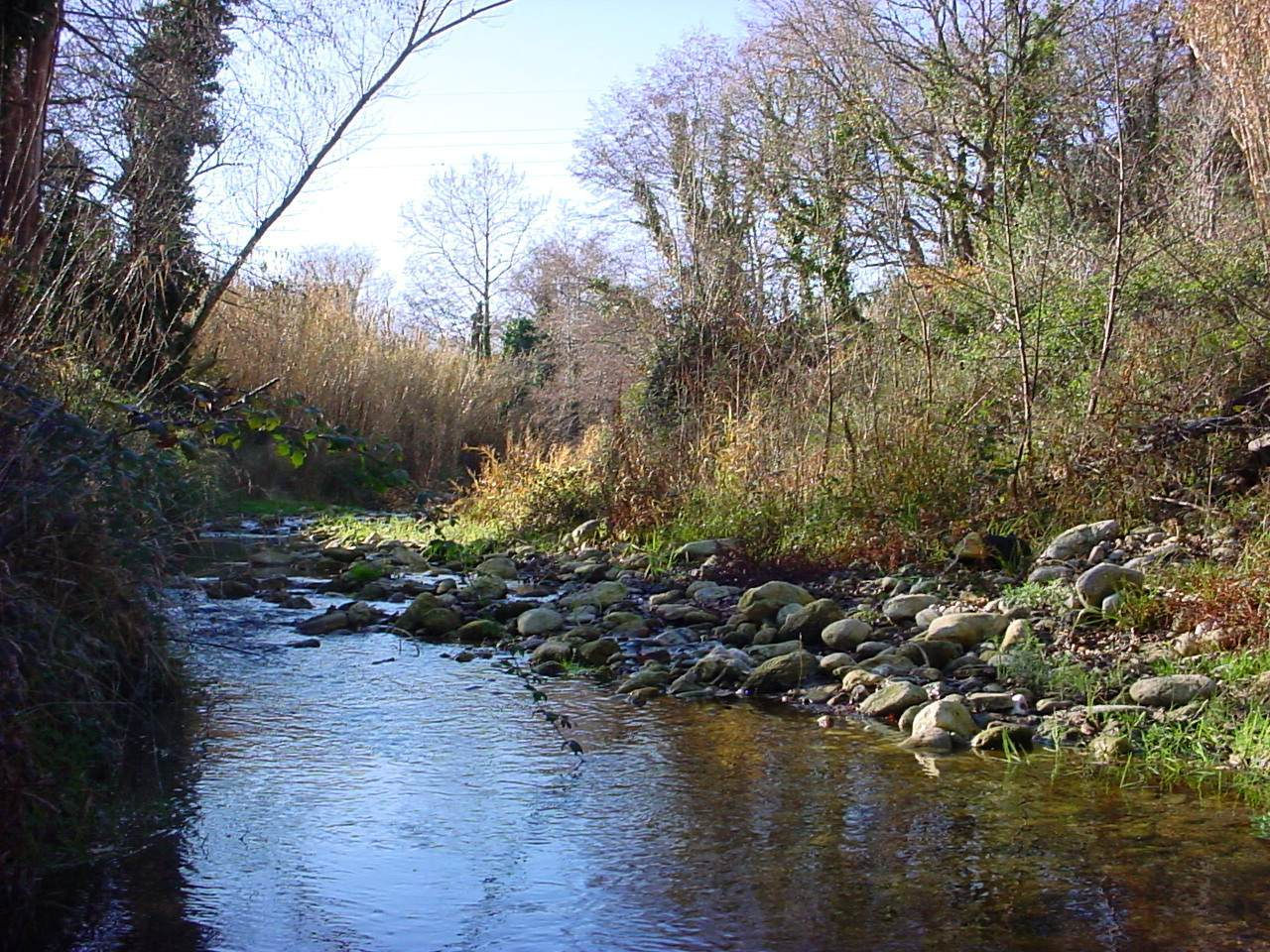
Cours de la Massane à l'amont d'Argelès-sur-Mer.

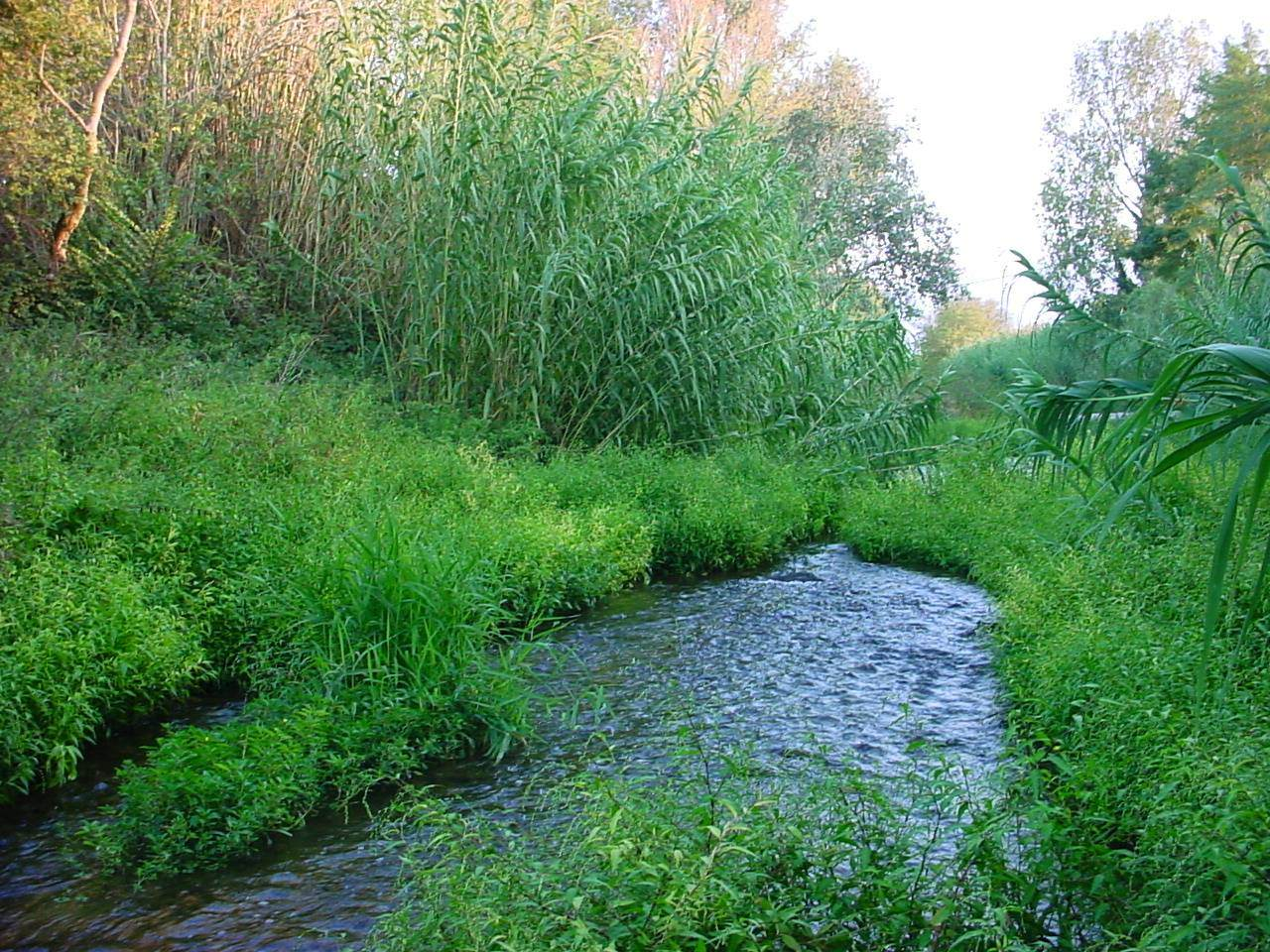
La rivière Tanyari entre Palau-del-Vidre et sa confluence avec le fleuve Tech.

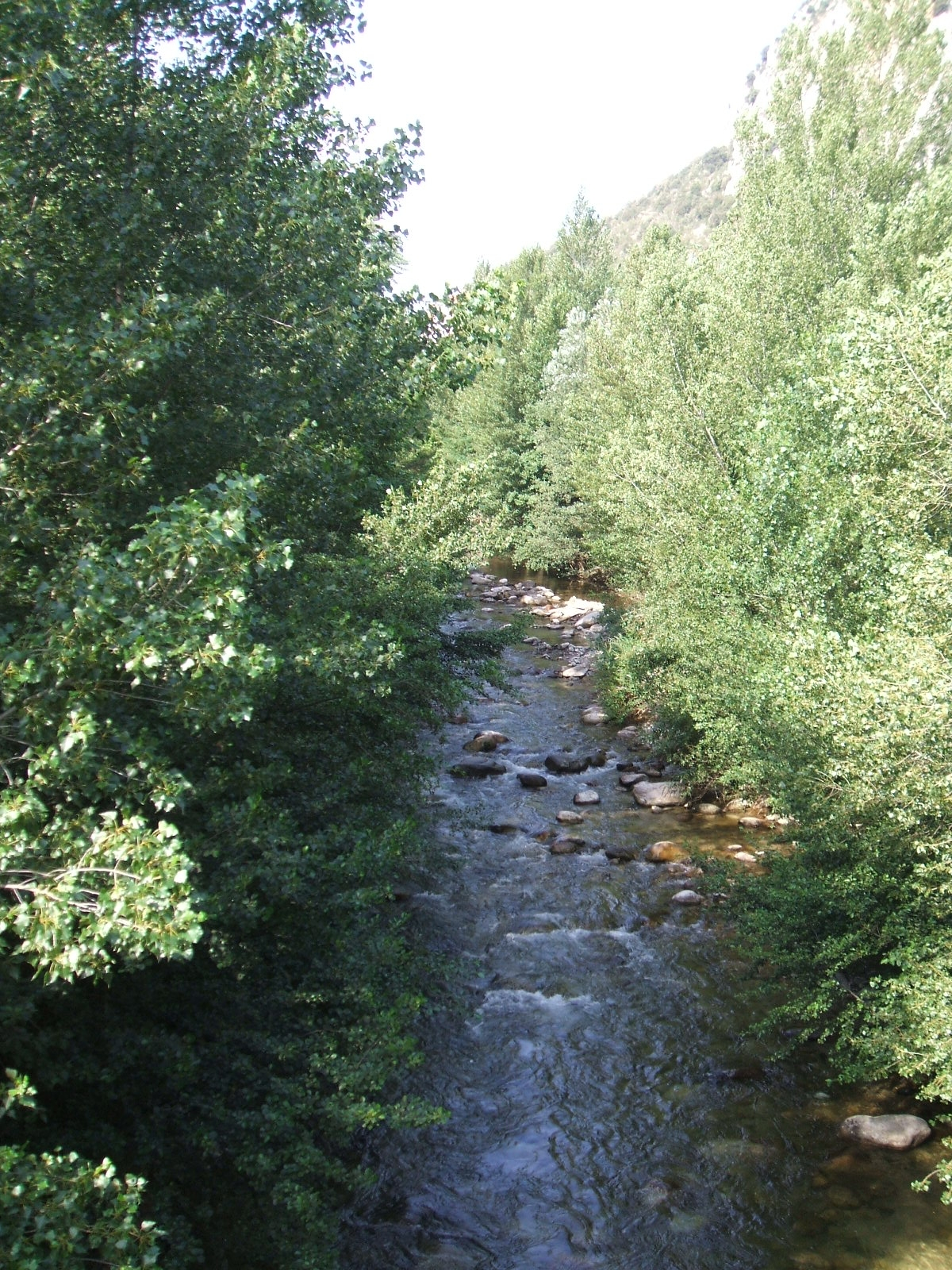
Le Têt à Villefranche-de-Conflent.

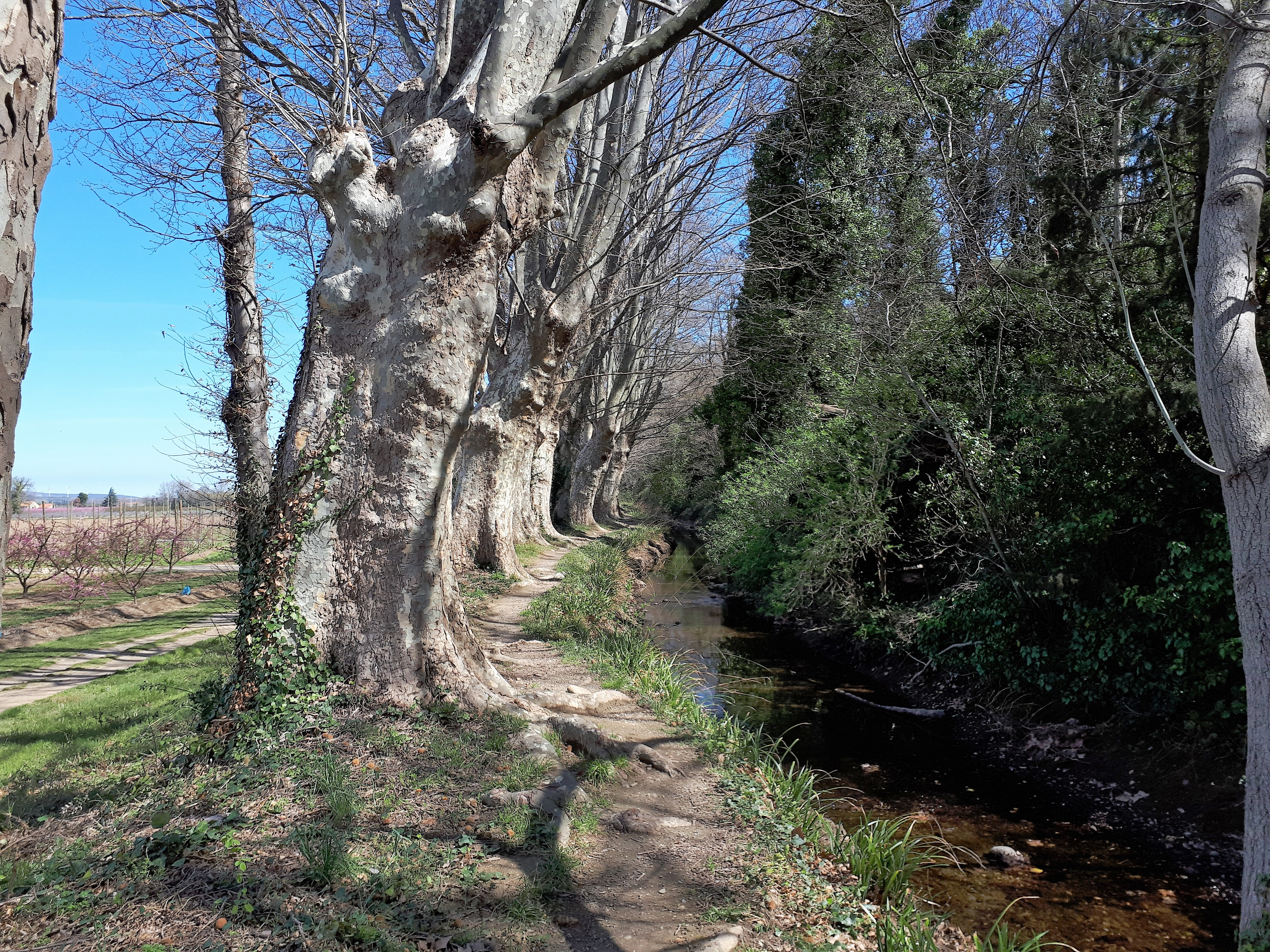
Le canal de Perpignan dans la commune d'Ille-sur-Têt.

La Banque Hydro a référencé les cours d'eau suivants : 
- l'Agly à :
  - Saint-Paul-de-Fenouillet (Clue de la Fou)[BH 1], Cassagnes (Barrage de Caramany)[BH 2], Planèzes (Planezes Amont)[BH 3], Estagel (Mas de Jau)[BH 4], Rivesaltes[BH 5], Rivesaltes (seuil de Claira)[BH 6], Rivesaltes (Rn 9)[BH 7], Saint-Laurent-de-la-Salanque[BH 8], Le Barcarès[BH 9]
- l'Agly (naturel) à Planèzes[BH 10]
- l'Ample à :
  - Reynès (Pont de la D15)[BH 11], Reynès (Le Vila)[BH 12]
- l'Angoustrine à Angoustrine-Villeneuve-des-Escaldes[BH 13]
- l'Aude à Puyvalador[BH 14]
- la Baillaury à :
  - Banyuls-sur-Mer[BH 15], Banyuls-sur-Mer[BH 16],
- la Baillaury (la Romme) à Banyuls-sur-Mer (Puig d'en Jourda)[BH 17]
- la Basse à Perpignan[BH 18]
- le Boulès à :
  - Ille-sur-Têt[BH 19], Casefabre[BH 20]
- la Boulzane à :
  - Fenouillet (Lou Nautès)[BH 21], Saint-Paul-de-Fenouillet[BH 22], Saint-Paul-de-Fenouillet (Lapradelle)[BH 23]
- le Cady à :
  - Vernet-les-Bains[BH 24], Casteil[BH 25], Villefranche-de-Conflent[BH 26]
- le canal adducteur à Villeneuve-de-la-Raho (Cap de Fouste)[BH 27]
- le canal de Céret à Amélie-les-Bains-Palalda[BH 28]
- le canal de Corbère à Vinça[BH 29]
- le canal de Corneilla à Millas[BH 30]
- le canal de l'Auque à Sainte-Marie (la Mer)[BH 31]
- le canal de la Plaine à Latour-de-France[BH 32]
- le canal de Millas-Nefiach à Ille-sur-Têt[BH 33]
- le canal de Perpignan à :
  - Canohès[BH 34], Ille-sur-Têt[BH 35]
- le canal de Puig Redon au Tech (Ravin Sainte-Cécile)[BH 36]
- le canal de Thuir à Ille-sur-Têt (Fontaine-Saint-Jules)[BH 37]
- le canal de Vernet-et-Pia à :
  - Saint-Estève[BH 38], Le Soler[BH 39]
- le canal d'Ille à Ille-sur-Têt (Fontaine Saint-Jules)[BH 40]
- le canal des Albères au Boulou (Mas Roue)[BH 41]
- le canal majeur de la Plaine à Finestret[BH 42]
- la Canterrane à Terrats (Moulin d'en Canterrane)[BH 43]
- le Carol à Porta (Carol)[BH 44]
- la Castellane à :
  - Catllar[BH 45], Molitg-les-Bains[BH 46]
- la Desix à Ansignan[BH 47]
- la Lentilla (partielle) à Finestret[BH 48]
- la Lentilla (totale) à Finestret[BH 49]
- la Lentilla à Espira-de-Conflent (Finestret)[BH 50]
- la Massane à Argelès-sur-Mer (Mas d'en Tourens)[BH 51]
- la Matassa à Felluns (Albas)[BH 52]
- le Mondony à Amélie-les-Bains-Palalda[BH 53]
- la Nouvelle Basse à Perpignan (Pont autoroute)[BH 54]
- le Réart à :
  - Villemolaque[BH 55], à Saleilles (Pont de la RN 114)[BH 56], Villeneuve-de-la-Raho (Mas Palégry)[BH 57]
- la résurgence de l'Addoux à Sainte-Colombe-de-la-Commanderie[BH 58]
- la résurgence de la Rigole à Salses-le-Château (Font-Estramar)[BH 59]
- la rivière d'Err à :
  - Err (Prats de Toza)[BH 60], Err (Rn 116)[BH 61]
- le Sègre à Saillagouse (Ro)[BH 62]
- le Tech à : 
  - Prats-de-Mollo-la-Preste[BH 63], Tech (Pont de la Vierge)[BH 64], Montferrer (pas du Loup)[BH 65], Prats-de-Mollo-la-Preste (Baillanouse)[BH 66], Arles-sur-Tech (Can Partere)[BH 67], Arles-sur-Tech (Aval)[BH 68], Amélie-les-Bains-Palalda (Supervaltech)[BH 69], Amélie-les-Bains-Palalda (Pont de la Piscine)[BH 70], Amélie-les-Bains-Palalda[BH 71], Reynès (Reynes Pont Eiffel)[BH 72], Céret (Pont du diable)[BH 73], Céret[BH 74], Le Boulou[BH 75], à Palau-del-Vidre (Elne)[BH 76], Argelès-sur-Mer (Pont d'Elne)[BH 77]
- le Tech (partiel) à Reynès (Saint-Paul-sur-Tech)[BH 78]
- le Tech (total) à Reynès (Saint-Paul-sur-Tech)[BH 79]
- la Têt à :
  - Mont-Louis[BH 80], Serdinya (Joncet)[BH 81], Corneilla-de-Conflent (Villefranche-de-Conflent)[BH 82], à Villefranche-de-Conflent (Villefranche en Gornet)[BH 83], Marquixanes[BH 84], Rodès (Barrage de Vinca)[BH 85], Rodès (DDAF)[BH 86], Ille-sur-Têt[BH 87], Saint-Féliu-d'Amont[BH 88], à Villelongue-de-la-Salanque[BH 89], Bompas[BH 90], Pézilla-la-Rivière (passage à Gué)[BH 91]
- la Têt (partielle) à :
  - Vinça[BH 92], Rodès[BH 93], Perpignan[BH 94]
- la Têt (totale) à :
  - Vinça[BH 95], Rodès[BH 96], Perpignan (Têt+Basse)[BH 97]
- le Verdouble à :
  - Vingrau[BH 98], Tautavel[BH 99]

## Organisme de bassin ou organisme gestionnaire
- le SMBVA ou syndicat mixte du bassin versant de l'Agly[1],[2],[3]
- le SMBVA ou Syndicat mixte de la basse vallée de l'Aude[4]
- le syndicat mixte du bassin versant du Réart sis à Saleilles[5]
- le Sivu du Tech ou syndicat intercommunal de Gestion et d'Aménagement du Tech